# Per Lundell
Per Lundell, född 29 juni 1968 i Mariestad, är en svensk före detta ishockeyspelare. Lundell representerade Färjestad BK under sammanlagt sju säsonger, varvid han med laget vann SM-guld säsongen 2001/02. 
Lundell var utlandsproffs i Österrike och Tyskland under ett flertal år och flyttade sedan tillbaka till Karlstad.
Lundell var säsongen 2012/13 tränare för Skåre BK J-18 lag. Säsongen 2014/2015 var han huvudtränare för Visby/Roma HK. Året därpå tränade han norska ishockeyklubben Kongsvinger i den norska högstaligan i ishockey. 
Han är för närvarande huvudtränare för Forshaga IF i Hockeyettan.

## Klubbar[1]
- Mariestad BoIS HC
- Grums IK
- Leksands IF
- Rosenheim
- VEU Feldkirch
- Nürnberg Ice Tigers
- Färjestad BK
- Stjernen Hockey
- Skåre BK